# Двуречанский район
Двуречанский район (укр. Дворічанський район) — упразднённая административная единица на северо-востоке Харьковской области Украины. Административный центр — посёлок городского типа Двуречная.

## География
Площадь — 1112 км². Район граничит на севере с Валуйским районом Белгородской области Российской Федерации, на востоке — с Троицким районом Луганской области, на юге — с Купянским и на западе — с Великобурлукским районами Харьковской области. Протяжённость государственной границы с Российской Федерацией — 40 км.
Основные реки — Оскол, Верхняя Двуречная, Нижняя Двуречная, Малиновка и Тавольжанка.

## История
- Район был основан в 1923 году и просуществовал, значительно расширившись, до 1962 года.
- С 1963 по 1965 год входил в состав Купянского и Великобурлукского районов Харьковской области.
- Статус района был восстановлен 8 декабря 1966 года[3].
- В 2020 году в рамках «оптимизации» районов в Харьковской области Верховная Рада оставила семь районов (без данного).
- 17 июля 2020 года в рамках административно-территориальной реформы по новому делению Харьковской области[4] район был ликвидирован[5]; его территория присоединена к Купянскому району.

## Демография
Население района составляет 16 883 человека (данные 2019 г.), в том числе в городских условиях проживают 3 535 человек, в сельских — 13 348 человек.

## Административное устройство
Территория района разделена на 14 местных советов. На территории района 55 населённых пунктов (1 посёлок городского типа, 4 посёлка и 50 сёл).

### Местные советы
| Двуречанский поселковый совет Жовтневый сельский совет Каменский сельский совет Колодезнянский сельский совет Кутьковский сельский совет Лиманский Второй сельский совет Николаевский сельский совет | Новоегоровский сельский совет Ольшанский сельский совет Петро-Ивановский сельский совет Песковский сельский совет Редкодубовский сельский совет Таволжанский сельский совет Токаревский сельский совет |

### Населённые пункты
| с. Берестовое с. Богдановское с. Бологовка с. Васильцовка пос. Великий Выселок с. Водяное с. Горобьевка с. Граково с. Гряниковка пос. Двуречанское пгт Двуречная пос. Двуречное с. Добролюбовка с. Довгенькое с. Западное с. Ивановка с. Каменка с. Касьяновка с. Колодезное | с. Красное Первое с. Кутьковка с. Лиман Второй с. Лиман Первый с. Лозовая Вторая с. Лозовая Первая с. Мальцевка с. Масютовка с. Мечниково с. Митрофановка с. Неждановка с. Николаевка с. Нововасилевка с. Новоегоровка с. Новомлынск с. Новоужвиновка с. Обуховка с. Ольшана с. Отрадное | с. Павловка с. Першотравневое (б. Мануиловка) с. Пески с. Песчанка с. Петровка с. Петровское с. Петро-Ивановка с. Плескачовка с. Путниково с. Редкодуб с. Строевка с. Таволжанка с. Терны с. Токаревка с. Тополи пос. Тополи с. Фиголевка |

### Ликвидированные населённые пункты
| с. Березовое с. Буряковка с. Виноградная пос. Гряниковка с. Коренное с. Красное Второе с. Кущевка с. Липовка | с. Свяченовка с. Лихолобовка с. Лупачевка с. Мальцевка (Колодезнянский сельский совет) с. Михайловка с. Новоселовка с. Орловка с. Осоковка с. Петровка (Ольшанский сельский совет) | с. Погребняковка с. Приосколье с. Свистуновка с. Соновка с. Червоная Долина с. Хрущёвка |

## Достопримечательности
- Двуречанские меловые горы